# Patrick Dunbar, 6. Earl of Dunbar
Patrick Dunbar, 6. Earl of Dunbar (auch Patrick (III) Dunbar) (* um 1213; † 24. August 1289) war ein schottischer Magnat.

## Herkunft
Patrick Dunbar war der älteste Sohn seines gleichnamigen Vaters Patrick Dunbar, 5. Earl of Dunbar und von dessen Frau Euphemia Fitzalan. Er stammte in direkter Linie von Gospatric, dem ersten Earl of Northumbria ab. Dessen Nachfolger herrschten unter dem Titel Earl of Lothian, bevor Patricks Urgroßvater Waltheof schließlich den Titel Earl of Dunbar verwendete. Nach dem Tod seines Vaters während eines Kreuzzugs 1248 erbte er dessen Besitzungen und den Titel Earl of Dunbar.

## Tätigkeit als Militär und Magnat
Während der Minderjährigkeit des schottischen Königs Alexander III. unterstützte Dunbar 1255 Alan Durward, als er mit Unterstützung des englischen Königs Heinrich III. in einem Staatsstreich in Edinburgh Castle den von Walter Comyn, Earl of Menteith dominierten Regentschaftsrat stürzte. Noch im gleichen Jahr wurde Patrick zusammen mit Alan Durward und Alexander Stewart zum Guardian of Scotland ernannt und übernahm die Regentschaft. 1257 konnten die Comyns den König wieder in ihre Gewalt bringen, worauf sie mit den Durwards einen Kompromiss über die Regentschaft schlossen. In der Folge verlor Dunbar an Einfluss und gehörte nicht mehr dem Regentschaftsrat an. 1263 kommandierte Dunbar im Krieg mit Norwegen in der Schlacht von Largs den linken Flügel des schottischen Heeres im Kampf gegen eine norwegische Armee unter König Håkon IV. Obwohl er in der Schlacht verwundet worden war, zog Dunbar anschließend nach Westschottland, um die Inseln vor der Küste zu unterwerfen. Dunbar bezeugte zahlreiche Urkunden von Alexander III., unter anderem 1281 den Heiratsvertrag von dessen Tochter Margaret mit dem schottischen König Erik II. Allerdings hatte er während der Herrschaft des Königs kein Amt inne. Das wichtigste Ereignis während seiner Karriere war der angebliche Besuch von Thomas Erceldoune in Dunbar Castle, wo dieser den tragischen Tod von Alexander III. prophezeit haben soll. Nach dem Tod von Alexander III. 1286 schwor Dunbar, dessen Enkelin Margarete, die Tochter von Margarete und Erik II., als Erbin des schottischen Throns anzuerkennen. Dennoch nahm Dunbar an der von Robert de Brus, der vermutlich sein Schwiegervater war, einberufenen Versammlung in Turnberry teil, nach der er den Thronanspruch von Brus unterstützte.

## Ehe und Erbe
Die Identität der Ehefrau von Dunbar kann nicht genau geklärt werden. Angeblich hatte Dunbar Christian Bruce, eine Tochter von Robert de Brus geheiratet, nach anderen Angaben eine Cecilia. Sein Erbe wurde sein gleichnamiger Sohn Patrick. 1263 hatte er ein Karmeliterkloster in Dunbar gestiftet. 